# HMS Thames (N71)
Pour les autres navires du même nom, voir HMS Thames.
Le HMS Thames (pennant number : N71) est un sous-marin océanique de classe River. Il fut construit par Vickers-Armstrongs à Barrow-in-Furness et lancé le 26 février 1932. Il a été achevé le 14 septembre 1932. Après sa mise en service, il a été affecté en mer Méditerranée, et stationné à Malte.

## Conception
La classe River était la dernière tentative de l’Amirauté de produire des « sous-marins de la flotte », des sous-marins assez rapides pour opérer dans le cadre d’une flotte, ce qui signifiait à l’époque être capable de naviguer autour de 20 nœuds (37 km/h) en surface. Les tentatives précédentes avaient été les sous-marins à vapeur de classe K et les grands sous-marins de classe M aux canons de 12 pouces (305 mm). La classe M était des coques de classe K re-motorisées avec des moteurs Diesel et modifiés pour embarquer un unique canon naval de 12 pouces (305 mm) directement en avant du kiosque.
Les plans ont été élaborés à la fin des années 1920 et trois navires ont été construits par Vickers à Barrow-in-Furness : le HMS Thames en 1932, et les HMS Severn et HMS Clyde en 1935. Les deux derniers étaient un peu plus grands que le Thames. Initialement, 20 unités étaient prévues, mais des changements de stratégie et des considérations de coût ont limité la classe à seulement trois bâtiments.
La conception sacrifiait la profondeur de plongée pour réduire le poids et augmenter la vitesse. Les navires avaient une profondeur de plongée de sécurité d’environ 300 pieds (90 m), très inférieure à celle de la classe Odin précédente qui atteignait 500 pieds (150 m). Ils étaient propulsés par deux moteurs diesel délivrant 8 000 ch (6 000 kW). Deux moteurs Ricardo entraînaient des générateurs qui suralimentaient les diesels jusqu’à 10 000 ch (7 500 kW). Cela leur donnait une vitesse en surface de 22 nœuds (41 km/h).

## Engagements
Le HMS Thames a eu une courte carrière durant la Seconde Guerre mondiale. En août 1939, il a été rappelé dans les eaux territoriales et a été affecté à la 2e flottille de sous-marins avec la Home Fleet. De là, il a entrepris des patrouilles d’interception, à la recherche de sous-marins allemands, de raiders de surface et de forceurs de blocus. Après avoir subi un carénage pendant l’hiver, il a été actif dans la mer du Nord au printemps 1940 pendant la campagne de Norvège. En juillet 1940, le HMS Thames torpille et coule le torpilleur allemand Luchs. Le Luchs faisait partie de l’escorte du cuirassé allemand endommagé Gneisenau qui était en transit de Trondheim, en Norvège, vers Kiel, en Allemagne.

## Perte
Le HMS Thames a été signalé en retard le 3 août 1940, et avait probablement heurté une mine au large de la Norvège à la fin de juillet ou au début d’août 1940. Comme le HMS Thames opérait à partir de Dundee avec la 9e flottille de sous-marins lorsqu’il a été perdu, son équipage est commémoré sur le Mémorial international des sous-marins de Dundee. Les membres d’équipage sont également commémorés au Royal Navy Submarine Museum.